# Maladies de la menthe
Liste non exhaustive des maladies de la menthe (Mentha piperita, Mentha cardiaca, Mentha spicata et Mentha arvensis).

## Maladies fongiques
| Maladies fongiques                                | Maladies fongiques                                                |
| ------------------------------------------------- | ----------------------------------------------------------------- |
| Anthracnose                                       | Sphaceloma menthae                                                |
| Pourriture noire de la tige                       | Phoma strasseri                                                   |
| Céphalosporiose, brûlure des feuilles             | Cephalosporium sp.                                                |
| Phoma, taches foliaires à Phoma                   | Phoma exigua                                                      |
| Oïdium                                            | Erysiphe sp. Golovinomyces cichoracearum (Erysiphe cichoracearum) |
| Ramulariose, taches foliaires à Ramularia         | Ramularia menthicola                                              |
| Rouille                                           | Puccinia menthae Puccinia angustata                               |
| Tâche septorienne                                 | Septoria menthae                                                  |
| Rhizoctone brun, chancre sur la tige et le stolon | Rhizoctonia solani Thanatephorus cucumeris [téléomorphe]          |
| Décomposition du stolon                           | Fusarium solani Haematonectria haematococca [téléomorphe]         |
| Verticilliose                                     | Verticillium albo-atrum var. menthae Verticillium dahliae         |
| Sclérotiniose, pourriture blanche des tiges       | Sclerotinia sclerotiorum                                          |

## Nématodes, parasites
| Nématodes, parasites | Nématodes, parasites                                                        |
| -------------------- | --------------------------------------------------------------------------- |
| Feuilles & bourgeons | Aphelenchoides parietinus                                                   |
| Lésions              | Pratylenchus neglectus Pratylenchus penetrans                               |
| Piqûres              | Longidorus elongatus Longidorus sylphus                                     |
| Tige                 | Paratylenchus hamatus Paratylenchus microdorus = Paratylenchus macrophallus |
| Galle des racines    | Meloidogyne hapla                                                           |

## Maladies virales
| Maladies virales      | Maladies virales                                                                |
| --------------------- | ------------------------------------------------------------------------------- |
| Flétrissement tacheté | Virus de la flétrissure tachetée de la tomate (TSWV, Tomato spotted wilt virus) |